# Cray Blitz

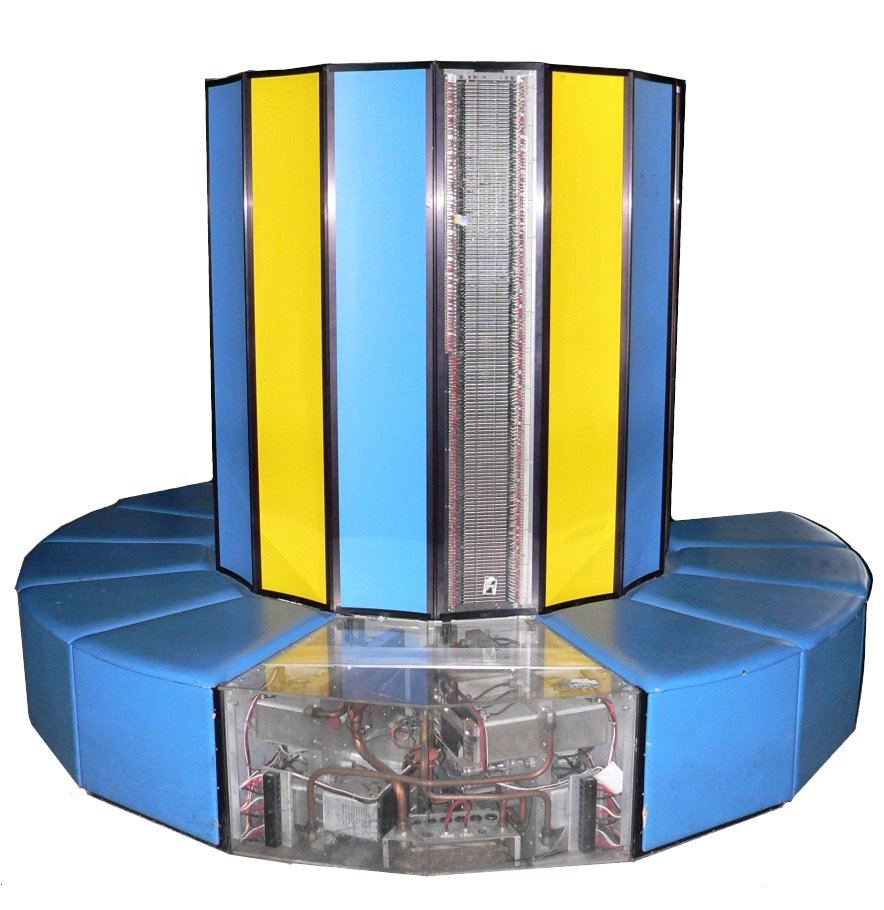
Cray XMP 48

Cray Blitz est un programme d'échecs écrit par les professeurs Robert Hyatt, Harry Nelson et Albert Gower pour tourner sur le superordinateur Cray.
Il est dérivé d'un programme appelé Blitz écrit par Hyatt alors qu'il était étudiant. Blitz a joué pour la première fois en 1968 et a continué jusqu'aux années 1980, lorsque Cray Research l'a sponsorisé.
Cray Blitz a participé à plusieurs tournois d'échecs sur ordinateur, notamment le championnat du monde d'échecs des ordinateurs jusqu'à 1994, remportant les éditions 1983 (New York) et 1986 (Cologne).
Robert Hyatt a continué ensuite à travailler sur son successeur: crafty.